# Peperomia cymbifolia
Peperomia cymbifolia är en pepparväxtart som beskrevs av Pino. Peperomia cymbifolia ingår i släktet peperomior, och familjen pepparväxter. Utöver nominatformen finns också underarten P. c. goodspeedii.